# Gurbantünggüt

Ubicació del desert de Gurbantünggüt.

El desert de Gurbantünggüt (uigur: Гурбантүңгүт Қумлуқи, xinès tradicional: 古爾班通古特沙漠, xinès simplificat: 古尔班通古特沙漠, pinyin: Gǔ'ěrbāntōnggǔtè Shāmò) és un desert que cobreix la major part de Jungària, al Turquestan Oriental (avui dia província de la República Popular de la Xina). A algunes fonts el desert és anomenat desert Dzoosotoyn Elisen, topònim presumiblement provinent d'una llengua mongola.
La seva extensió és d'aproximadament 50.000 quilòmetres quadrats i se situa entre 300 i 600 metres per sobre el nivell del mar. És el segon desert més gran de la Xina, només superat pel Takla Makan, també situat al Turquestan Oriental.
El desert conforma una àrea remota, àrida i abrupta, separat de la conca del Tarim, la de l'Ili i la depressió de Turpan pel Tian Shan. Al sud del desert se situa una cadena de ciutats, la més gran de la qual és Ürümchi. Aquesta franja poblada, resseguida per la línia de ferrocarril Lanzhou–Xinjiang, queda irrigada per les glaceres que baixen del Tian Shan. El canal Irtysh–Karamay, construït durant la primera dècada del segle XXI, recorre la vora nord-occidental del desert. D'altra banda, el canal Irtysh–Karamaycanal Irtysh–Karamay–Ürümchi travessa la part central del desert .
A la part occidental del desert s'hi troben diversos llacs salats, com ara el Manas, que antigament era alimentat pel riu homònim però que actualment resta sec. També s'hi troba el llac Ailik, que rep l'aigua del riu Baiyang.
L'autopista nacional xinesa 216 travessa el desert en direcció nord-sud, des d'Altai fins a Ürümchi, i el ferrocarril Kuytun–Beitun el creua de l'oest al nord-oest. El ferrocarril Ürümchi–Jungària arriba fins a la cantonada sud-oriental del desert, coneguda localment com a Jiangjun Gobi (将军戈壁, "el desert del general").
El clima de l'àrea és temperat, però molt continental. L'entorn ecològic del desert és molt fràgil i l'impacte d'activitats humanes en l'entorn, incloent la construcció de l'autopista que creua la totalitat del desert, ha estat cada cop més significant.
És al desert Gurbantünggüt que es troba el punt de la Terra mes allunyat de qualsevol mar. Es calcula que el punt concret és el 46° 16.8′ N, 86° 40.2′ E / 46.2800°N,86.6700°E, que fou visitat de manera documentada per primera vegada el 27 de juny de 1986 pels exploradors anglesos Nicholas Crane i Richard Crane. Aquest punt és a més de 2.600 quilòmetres de la costa més propera.